# Gerhard Plankensteiner
Gerhard Plankensteiner (Vipiteno, 8 aprile 1971) è un ex slittinista italiano.
Ha ottenuto la maggior parte dei suoi successi nel doppio, gareggiando sempre in coppia con Oswald Haselrieder.
Ad agosto del 2009 si è sposato conn Susi Erdmann, a sua volta ex slittinista ed ex bobbista di alto livello.

## Biografia
Ha iniziato l'attività agonistica internazionale nel 1986 competendo nelle varie categorie giovanili nella specialità del singolo ed ottenendo quali migliori risultati due medaglie, delle quali una d'oro, ai campionati mondiali juniores.
A livello assoluto ha esordito in Coppa del Mondo nella stagione 1989/90, ha conquistato il primo podio il 11 febbraio 1990 nel singolo a Winterberg (3°) e la prima vittoria il 29 gennaio 1995 nel doppio a Sankt Moritz. In classifica generale si è classificato al secondo posto nel doppio nel 1996/97.
In carriera ha preso parte a cinque edizioni dei Giochi olimpici invernali: il suo esordio è stato ad Albertville 1992 dove ha colto l'undicesima piazza nel singolo, ha preso parte a Nagano 1998 giungendo sesto nel doppio, ha partecipato a Salt Lake City 2002 piazzandosi in quinta posizione sempre nel doppio, a Torino 2006 ha conquistato la medaglia di bronzo nel doppio ed ha partecipato per l'ultima volta a Vancouver 2010 chiudendo al nono posto nel doppio. Questa è stata anche l'ultima gara della sua carriera, a causa di un grave infortunio riportato in allenamento nel marzo 2010 dal suo compagno Haselrieder e la successiva decisione di abbandonare definitivamente le competizioni.
La conquista della medaglia di bronzo olimpica di Torino fu messa parzialmente in ombra in Italia per un fatto avvenuto nell'immediato dopogara: Plankensteiner, intervistato da un giornalista, alla domanda se in caso di vittoria avrebbe cantato l'Inno di Mameli rispose "non conosco quella canzone", innescando così una pretestuosa polemica su buona parte della stampa nazionale e nel mondo politico. Il caso comunque rientrò quasi subito dopo che l'atleta, di madrelingua tedesca, diede la sua versione dei fatti. Egli dichiarò infatti di aver frainteso la domanda perché frastornato dall'emozione del momento e perché non parlava bene la lingua italiana, non avendo inteso che l'Inno di Mameli fosse uno dei possibili modi cui ci si riferisce per indicare l'inno nazionale della Repubblica Italiana.
Ai campionati mondiali ha conquistato due titoli iridati, uno nella gara a squadre e uno nel doppio, ed altre quattro medaglie di bronzo. Nel doppio ha inoltre ottenuto altri piazzamenti di rilievo quali il quarto posto a Calgary 2001 ed il quinto sia ad Igls 1997 che a Park City 2005.
Ha ottenuto inoltre una medaglia d'argento e cinque di bronzo ai campionati continentali.

## Palmarès

### Olimpiadi
- 1 medaglia:
  - 1 bronzo (doppio a Torino 2006).

### Mondiali
- 6 medaglie:
  - 2 ori (gara a squadre a Winterberg 1989; doppio a Lake Placid 2009);
  - 4 bronzi (gara a squadre a Winterberg 1991; doppio, gara a squadre a Altenberg 1996; gara a squadre a Igls 1997).

### Europei
- 6 medaglie:
  - 1 argento (doppio a Sigulda 1996);
  - 5 bronzi (gara a squadre a Sigulda 1996; gara a squadre a Winterberg 2000; doppio a Altenberg 2002; doppio, gara a squadre a Cesana Torinese 2008).

### Mondiali juniores
- 2 medaglie:
  - 1 oro (singolo a Winterberg 1990);
  - 1 bronzo (singolo a Valdaora 1988).

### Coppa del Mondo
- Miglior piazzamento in classifica generale nel singolo: 10° nel 1992/93.
- Miglior piazzamento in classifica generale nel doppio: 2° nel 1996/97.
- 37 podi (1 nel singolo, 32 nel doppio e 4 nelle gare a squadre):
  - 5 vittorie (tutte nel doppio);
  - 11 secondi posti (9 nel doppio e 2 nelle gare a squadre);
  - 21 terzi posti (1 nel singolo, 18 nel doppio e 2 nelle gare a squadre).

#### Coppa del Mondo - vittorie
| Data             | Luogo        | Paese    | Disciplina                    |
| ---------------- | ------------ | -------- | ----------------------------- |
| 29 gennaio 1995  | Sankt Moritz | Svizzera | Doppio con Oswald Haselrieder |
| 16 febbraio 1997 | Nagano       | Giappone | Doppio con Oswald Haselrieder |
| 8 dicembre 2002  | Oberhof      | Germania | Doppio con Oswald Haselrieder |
| 18 febbraio 2007 | Sigulda      | Lettonia | Doppio con Oswald Haselrieder |
| 30 novembre 2008 | Igls         | Austria  | Doppio con Oswald Haselrieder |